# Żagań
Żagań [ˈʐaɡaɲ] (checo Záhaň, alemán y francés Sagan) es una ciudad en el suroeste de Polonia, cerca de la frontera con Alemania.  Está situada junto al río Bóbr, en la región de Silesia. Tiene una población total de 26.253 habitantes (2010).  El presidente municipal de Żagań es Sławomir Jan Kowal.
De 1975 a 1978 perteneció al voivodato de Zielona Góra, y a partir de 1999 pertenece al Voivodato de Lebus.

## Historia de la ciudad

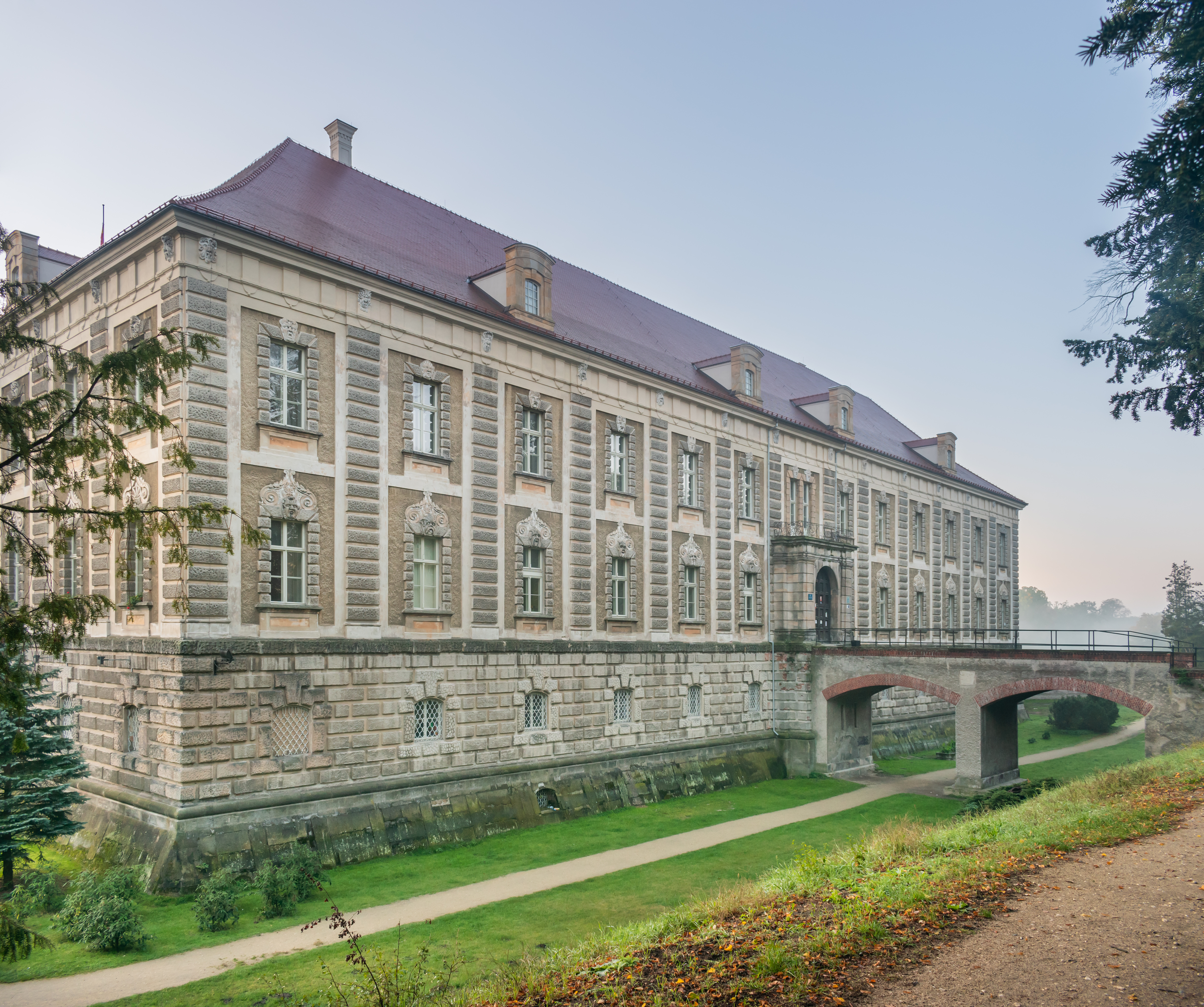
Palacio de Żagań

La ciudad fue establecida en la primera mitad del siglo XII por el príncipe polaco Boleslao IV el Rizado y fue mencionada en documentos históricos por primera vez en el año 1202. Żagań fue declarada ciudad en el año 1285.  En los siglos siguientes sirvió como capital del Principado de Żagań a los príncipes de la dinastía Piasta.  En el siglo XVII formó parte de la propiedad del príncipe Albrecht von Wallenstein. Al fin del siglo XVIII la ciudad pasó a ser parte de la familia de Pedro Biron y después del príncipe de Benevente Talleyrand.  
A finales del siglo XIX y a principios del XX, Żagań perteneció como parte de Silesia, en el territorio de Prusia. Después de la Segunda Guerra Mundial pasó a ser parte de Polonia. Durante este periodo, en la ciudad estuvo instalado el Stalag Luft III, una prisión alemana famosa por haber huido de ella 76 retenidos a través de un túnel subterráneo y que inspiró a la película La Gran Evasión (en inglés The Great Escape).

## Monumentos y lugares de interés
- La prisión de Stalag Luft III
- Palacio ducal barroco, sede de la administración municipal
- Parque del palacio
- Torre del ayuntamiento
- Complejo augustiano junto a Plac Wolności
- Torre de observación en Plac Królowej Jadwigi

## Deportes
Żagań cuenta con cuatro clubes deportivos:
- Czarni Żagań: equipo de fútbol que milita en la tercera división del país (conocida como Liga II).
- WKS Sobieski Żagań: equipo canterano del Czarni Żagań, que milita en la liga regional.
- Formoza Żagań: equipo de voleibol que juega en la Segunda División de Polonia.
- KS Bóbr Żagań: club de fútbol que milita en la tercera división del país.

## Personalidades conectadas con Żagań
- Albrecht von Wallenstein (1583-1634), duque de Żagań de 1627 a 1634;
- Bronisława Wajs (1908-1987), poeta polaco-romaní, vivió en Żagań en los años 50;
- Franz Liszt (1811-1886), pianista y compositor húngaro, visitó Żagań dos veces;
- Johannes Kepler (1571-1630), astrónomo, matemático y astrólogo alemán. Vivió en Żagań entre 1628 y 1630;
- Luis XVIII de Francia (1755-1824), futuro rey de Francia, pasó varios meses en Żagań en 1793;
- Stendhal (1783-1842), escritor francés, pasó varios meses en Żagań en 1813.

## Ciudades hermanadas
En total, Żagań tiene cuatro ciudades hermanas, aunque tres de ellas no son oficiales, aunque Teltow (Alemania) y Finspång (Suecia) si son.
- Reino Unido, Duns
- Alemania, Netphen
- Alemania, Ortrand
- Alemania, Teltow
- Suecia, Finspång
- Italia, Grumo Nevano